# Eduard Thurneysen

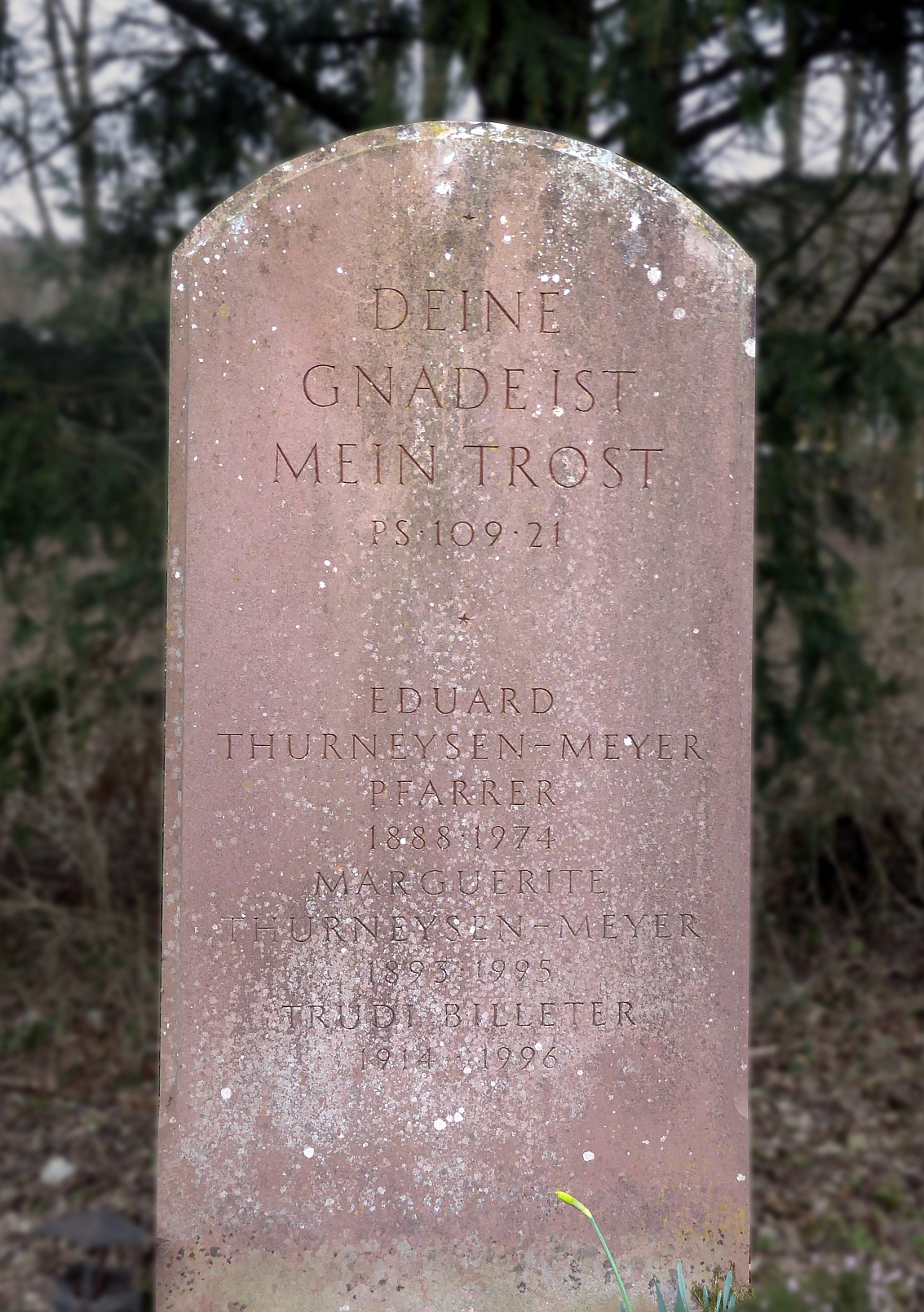
Grab auf dem Friedhof am Hörnli, Riehen, Basel-Stadt

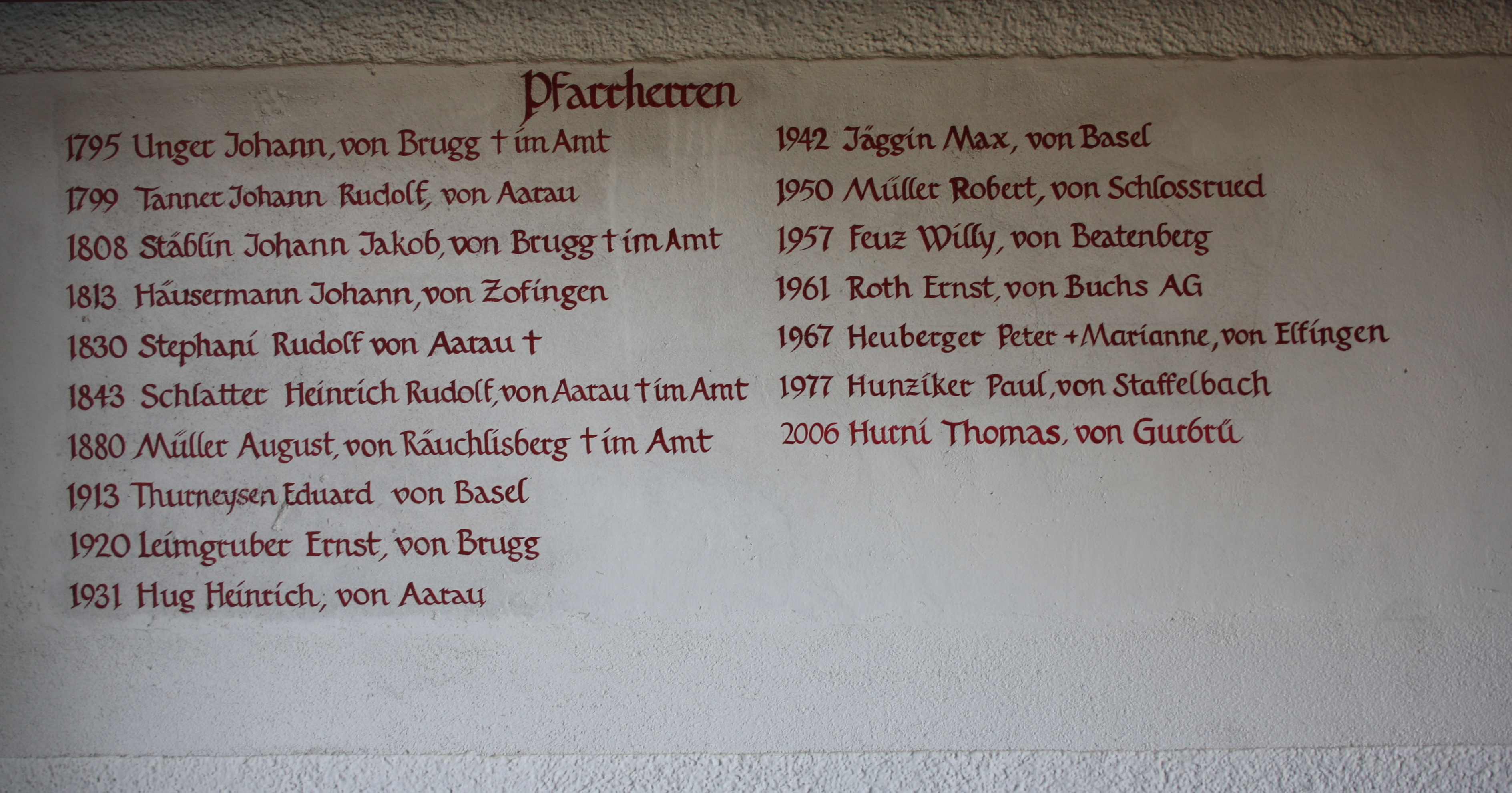
Liste der Pfarrer von Leutwil mit dem Namen von Eduard Thurneysen

Eduard Thurneysen (* 10. Juli 1888 in Walenstadt; † 21. August 1974 in Basel) war ein Schweizer evangelischer Theologe (Pfarrer und Professor in Basel). Er war ein Vertreter der Dialektischen Theologie und enger Freund Karl Barths.

## Leben
Geprägt von Christoph Blumhardt begann Thurneysen 1907 das Studium der Evangelischen Theologie in Basel (u. a. bei Paul Wernle), das er in Marburg und Zürich (u. a. bei Hermann Kutter und Leonhard Ragaz) fortsetzte. Während des Studiums war er von 1911 bis 1913 Hilfssekretär des CEVI in Zürich. Ausserdem wurde er in dieser Zeit Mitglied im Schweizerischen Zofingerverein. Nach dem Examen arbeitete er von 1913 bis 1920 als Pfarrer in der reformierten Kirchgemeinde Leutwil im Aargau, wo er in enge Beziehungen zu Karl Barth in der Nachbargemeinde Safenwil trat. Von 1920 bis 1927 wirkte Thurneysen dann als Pfarrer in St. Gallen-Bruggen. Im Jahre 1927 wurde er von der Münstergemeinde in Basel zum Pfarrer gewählt. Hier wurde er ebenfalls 1927 zum Dr. theol. promoviert. 1929 wurde er Privatdozent und 1941 ausserordentlicher Professor für Praktische Theologie in Basel. 
Mit anderen Theologen entfaltete er die Anliegen der dialektischen Theologie in neuen Periodika: In der Zeitschrift Zwischen den Zeiten publizierte er viele Artikel, so wie Friedrich Gogarten, Georg Merz und Karl Barth. Gemeinsam mit Barth gab er die Schriftenreihe Theologische Existenz heute heraus.
Thurneysen hat sich vor allem in der Seelsorge einen Namen gemacht. Sein Seelsorgeansatz kann als konsequente Umsetzung der Dialektischen Theologie gelten: Der Mensch kann von seiner Schuld beladenen Existenz nur durch den Zuspruch Gottes befreit werden, den der Seelsorger stellvertretend erteilt. Menschliche Bemühungen müssen grundsätzlich scheitern. Folgerichtig hat sich auch die Psychologie in der Seelsorge dem Zuspruch Gottes unterzuordnen. Sie kann nicht frei machen, sie wird lediglich als Werkzeug (Hilfswissenschaft) verstanden. Aufgabe des Seelsorgers ist es, seinen Klienten an einen Punkt zu führen, wo alle Selbstrechtfertigungen und Eigenbemühungen aufhören (Gesetzesgerechtigkeit) und er Gott wirken lässt (Gerechtigkeit aus dem Evangelium). Dieser Ansatz ist auch auf breite Ablehnung gestoßen. Dennoch findet seine Seelsorgelehre – vor allem in konservativen Kreisen – bis heute Beachtung.
Neben der Seelsorge haben auch seine gemeindenahen Auslegungen der neutestamentlichen Bücher und seine Analyse des schriftstellerischen Werkes Dostojewskis breite Wirkung entfaltet.
Seit 1926 war er auswärtiges Mitglied der Königlich Dänischen Akademie der Wissenschaften.

## Publikationen (Auswahl)

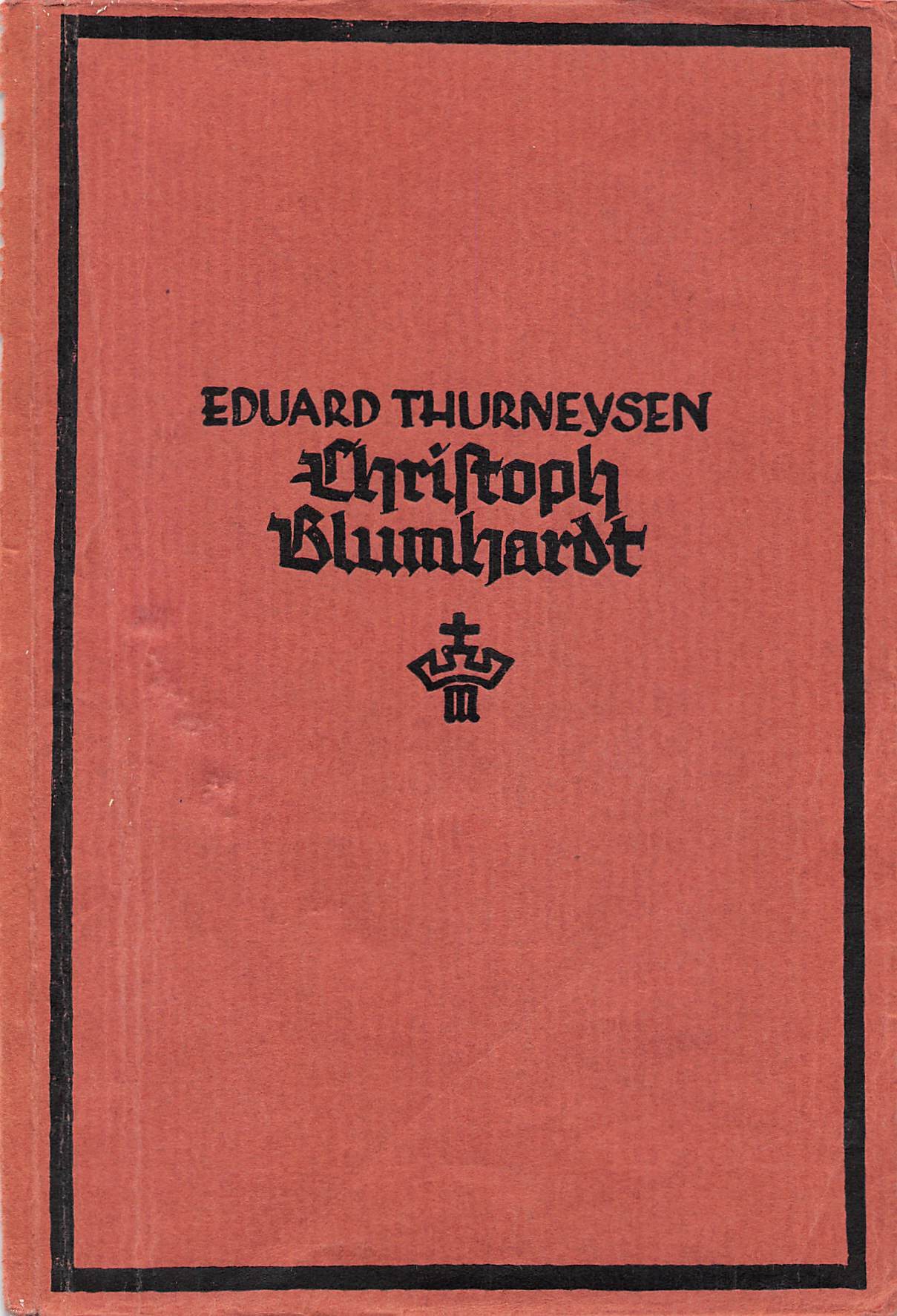
Buchumschlag von Thurneysens Schrift über Christoph Blumhardt aus dem Jahr 1926

- Christoph Blumhardt. München 1926.
- Das Wort Gottes und die Kirche. München : Ch. Kaiser 1927; Neuaufl. hrsg. von Ernst Wolf (Theologische Bücherei ; Bd. 44), 1971
- Die Bergpredigt. (= Theologische Existenz heute. Heft 46.) Chr. Kaiser Verlag, München 1936.
- Die Lehre von der Seelsorge, EA Zollikon-Zürich 1946, Zürich 19947. ISBN 3-290-11364-7
- Praktische Seelsorge, Gütersloh 19782.
- Christliche Unterweisung, Zürich 1947.
- Seelsorge im Vollzug, Zürich 1968.
- In seinen Händen. Grabreden, Neukirchen-Vluyn : Neukirchener Verlag, 1978, 2. Aufl. 1980
- Die neue Zeit. Predigten 1913 - 1930. Hrsg. von Wolfgang Gern, Neukirchen-Vluyn : Neukirchener Verlag, 1982